# Контр-адмірал
Контр-адміра́л — військове звання вищого офіцерського складу флоту у ряді держав. Вище за ранг командора (в Україні з 2020 року коммодора) чи капітана 1 рангу, але нижче віце-адмірала. Відповідає генерал-майорові в армії.

## Контр-адмірали України
- Тенюх Ігор Йосипович
- Матвієнко Ігор Миколайович
- Жибарєв Микола Євгенович
- Токарєв Іван Якович
- Осєєв Микола Гнатович
- Архіпов Микола Миколайович
- Байсак Михайло Григорович
- Каліненко Анатолій Петрович
- Макаров Віктор Васильович
- Сердюк Микола Миколайович
- Кузьмін Володимир Іванович
- Лебедев Костянтин Васильович
- Щербіна Володимир Олексійович
- Колпаков Володимир Онисимович
- Рекуц Борис Миколайович
- Пивенко Ілля Петрович
- Шалит Юрій Володимирович
- Щипцов Олександр Анатолійович
- Рябов Борис Петрович
- Українець Дмитро Степанович
- Костров Микола Михайлович
- Риженко Олексій Олексійович
- Близнюков Сергій Павлович
- Максимов Віктор Володимирович
- Чалий Ілля Михайлович
- Кабаненко Ігор Васильович
- Парамонов Юрій Миколайович
- Неїжпапа Олексій Леонідович
- Костур Олег Іванович
- Цяцкун Денис Петрович

## У Збройних силах світу

### Україна
- Збройні сили України (з 1992)

- ВМС України: контр-адмірал (Закон України «Про військовий обов'язок і військову службу» від 25.03.92)

### СРСР
- Збройні сили СРСР (1924–1991)

- ВМФ СРСР: контр-адмірал (з 7 травня 1940 року Президією Верховної Ради СРСР)

### Росія
- Збройні сили Російської Федерації (1991–2008)

- ВМФ Російської Федерації: контр-адмірал.

### Японія
- Збройні сили Японської імперії (1888–1945)

- Імперський флот Японії: 少将 (しょうしょう, сьосьо, «малий генерал»)

- Сили Самооборони Японії (1954–2008)

- Морські Сили Самооборони Японії: 海将補 (かいしょうほ, кайсьохо, «помічник генерала морських сил»)

### Інші країни
Звання контр-адмірал є також у військово-морських силах: Німеччини, Данії, Італії, Норвегії, Португалії, Польщі, Румунії; в США, Великої Британії, Канади — як «англ. Rear Admiral» та в деяких інших країнах.

## Історія використання

### Російська імперія

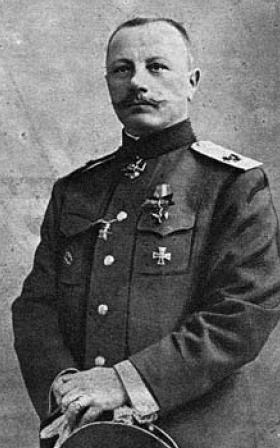
Андрій Покровський у однострої імперського контр-адмірала

Контр-адміральський чин відсутній в Морському статуті 1720 року та у Табелі про ранги 1722 року. Чин з’являється на флоті в 1732 року, замість чину шаутбенахт. 
Згідно з Табелем про ранги, контр-адмірал відновися до  IV класу, та відповідав чину генерал-майора у сухопутних силах, підполковника гвардії (1748—1798) та камергеру придворній служби (з 1737 до 1809). 
В 1803 році на флотських одностроях вводяться еполети. З 1827 року на еполетах почали вказувати офіцерські знаки розрізнення. Ще до 1827 року було можливо відрізнити, до якого класу відноситься офіцер (але не його чин), молодші офіцери мали еполети без бахроми, а старші офіцери і адмірали відрізнялися типом бахроми. На відміну від генералів, які як і інші шари офіцерського корпусу мали за знаки розрізнення п’ятипроменеві зірочки, адмірали мали на еполетах (до цього на погонах) знаки розрізнення у вигляді чорних геральдичних двоголових орлів, зверху яких були накладені андріївські хрести. Контр-адмірали мали по одному чорному орлу на кожному з еполетів. З 1854 року для офіцерів та адміралів замість еполетів вводяться погони, спершу для носіння на шинелі, а з 1855 року для усіх видів одягу. Еполети поступово стають лише аксесуаром парадного однострою. Адміральські як і генеральські погони мали особливий малюнок у вигляді зигзагу. 
Після Лютневої революції 1917 року російським Тимчасовим урядом наказом Морського міністра № 125 від 16 квітня 1917 року вводяться зміни у формі одягу чинів флотів і Морського відомства, вводяться нові знаки розрізнення, для уніфікації з іншими країнами. Скасовуються погони, а знаки розрізнення переносяться на рукава, у вигляді комбінації галунних стрічок. Контр-адмірали, генерал-майори та дійсні статські радники отримали знаки розрізнення у вигляді трьох широких галунних стрічок (верхній мав завиток) над якими розташовувалася п’ятипроменева зірка.
16 грудня 1917 року після Жовтневого перевороту декретом радянського керівництва було скасовано чини, звання та титули часів Російської імперії, але цей чин (як і інші) ще деякий час використовувався у Білій армії. (1917—1921).

### Українська Держава
У Військово-морських силах Української Держави звання контр-адмірала відносилося до генеральної старшини і було вище за рангом від капітана 1 рангу, нижче за віце-адмірала. 
Наказом за Морським відомством ч 166/28 від 15 липня 1918 року затверджувалися військові звання та знаки розрізнення корабельного складу. За знаки розрізнення у контр-адмірала на погонах був широкий галун з малюнком зигзаг нижче якого йшов вузький галун викладений зигзагом. Вище галунних стрічок розташовувалася композиція з золотистого тризуба з хрестом накладеного на сріблястий якір.
На рукаві контр-адмірали носили широкий галун з завитком та з малюнком зигзаг нижче якого йшов вузький галун викладений зигзагом. Вище галунних стрічок розташовувалася композиція з золотистого тризуба з хрестом накладеного на сріблястий якір.

### СРСР
Після скасування персональних військових звань, в Радянській Росії (а з 1922 року в СРСР) склалася система вжитку посадових рангів. Ще наказом від 16 січня 1919 року в Радянській Росії затверджуються посадові знаки розрізнення РСЧА, генетично не пов’язані з попередніми знаками розрізнення російської імперської армії. Знаки розрізнення Червоного Флоту, як і попередні часів Тимчасового уряду базувалися на комбінації стрічок різної ширини. Вже в 1924 році наказом Революційна військова рада СРСР №807 від 20 червня 1924 року затверджені командно-стройові посади , з відповідники знаками розрізнення.
22 вересня 1935 року у СРСР були введені персональні військові звання. Система військових звань здебільшого збігалася з колишньою системою військових чинів Російської імперії, але ще були відсутні генеральські та адміральські звання. 
У 1940 році були введені генеральські та адміральські звання, які не мали прямого співвідношення з попередніми званнями вищого командного складу. Декілька змінилося співвідношення звання у сухопутних силах до звання корабельного складу ВМС: капітан І рангу, став дорівнювати полковнику, перейшовши з вищого командного складу до старшого. 
Знаками розрізнення контр-адмірала були дві стрічки на рукаві (одна широка вище якої розміщувалася стрічка середньої ширини). Фактично до контр-адмірала перейшли знаки розрізнення скасованого звання флагману II рангу.
З 1943 року знаки розрізнення також стали розміщуватися на нововведених погонах. На погонах викладених зигзагом галуном, було по одній адміральській п’ятипроменевій зірці. Введені знаки розрізнення на погони майже збігалися зі знаками розрізнення контр-адмірала флоту Російської імперії, різниця була лише в заміні імперського орла на зірку.
Звання проіснувало до розпаду СРСР у 1991 році і увійшло військову ієрархію більшості держав які утворилися на його уламках.

### Військово-Морські Сили Збройних Сил України(з1991року)
Збройні сили України які утворилися під час розпаду СРСР, перейняли радянський зразок військових звань, а також радянських знаків розрізнення. За знаки розрізнення контр-адмірал мав дві стрічки на рукаві (одна широка вище якої розміщувалася стрічка середньої ширини), а також погони на яких було по одній адміральській п’ятипроменевій зірці.

#### Реформа2016року
5.07.2016 року був затверджений Президентом України «Проєкт однострою та знаки розрізнення Збройних Сил України». В Проєкті серед іншого розглянуті військові звання та нові знаки розрізнення військовослужбовців. Вищий офіцерський склад отримав на погони за знаки своєї категорії орнамент у вигляді «зубчатки», а старші офіцери «плетінки». Знак категорії вищого офіцерського складу розроблений на основі петлиць військовослужбовців УГА. Також Проєктом передбачалося введення нового первинного військового звання вищого командного складу «бригадний генерал», який повинен був зайняти місце між званнями полковник та генерал-майор. Аналогом звання «бригадний генерал» серед корабельного складу військово-морських сил, повинно було стати звання командор. Нові звання повинні були мати за знаки розрізнення по одній чотирипроменевій зірочці над зубчаткою на погоні; крім того командори повинні були отримати по широкій смужці на рукаві як знак свого звання (на той час такі стрічки використовували носії звання Капітан 1 рангу). 
Зміни в однострої та знаках розрізнення викладені в Проєкті набули законної чинності лише з деякими змінами, так звання бригадний генерал та командор не увійшли до військової ієрархії, а кількість зірок на погонах залишилася такою ж яка була і раніше. 
Первинними званнями вищого командного складу залишилися звання генерал-майор та контр-адмірал, носії цих звань за знаки розрізнення використовували на погоні, по одній чотирипроменевій зірці над зубчаткою (первинно передбачалося по дві зірки). Також контр-адмірал як і раніше мав нарукавні знаки розрізнення у вигляді двох стрічок (одна широка вище якої розміщувалася стрічка середньої ширини).
18.07.2017 року виходить наказ Міністерства оборони України №370 «Про затвердження Зразків військової форми одягу та загальних вимог до знаків розрізнення військовослужбовців та ліцеїстів військових ліцеїв» , де затверджуються нововведення 2016 року.

#### Зміна генеральських звань2020року
4 червня 2020 року Верховна Рада України ухвалила законопроєкт, що до нової системи військових звань. Серед змін у Законі було передбачено введення нових військових звань бригадний генерал, коммодор та генерал, а також скасовування існуючих військових звань генерал-полковник та Генерал армії України. Отож звання генерал-майор та контр-адмірал ставали другими за старшістю званням вищого командного складу. За знаки розрізнення контр-адмірал отримав дві "зірки" на погоні, такі знаки розрізнення на першу половину 2020 року мав віце-адмірал. Закон набув чинності 01.10.2020 року.
30 червня 2020 року виходить наказ Міністерства оборони України №238 «Про внесення змін до наказу Міністерства оборони України від 20 листопада 2017 року N 606», де серед іншого надався опис знаків розрізнення. В цьому наказі нововведені звання були відсутні, але були присутні скасовані звання. Цим Наказом вносилися зміни у знаки розрізнення, так знаками категорії вищого офіцерського складу замість орнаменту у вигляді «зубчатки», вводилися емблеми у вигляді схрещених булав.
4 листопада 2020 року виходить наказ Міністерства оборони України №398 «Про затвердження Змін до Правил носіння військової форми одягу та знаків розрізнення військовослужбовцями Збройних Сил України, Державної спеціальної служби транспорту та ліцеїстами військових ліцеїв», де серед іншого надавався опис знаків розрізнення та опис одностроїв. У цьому Наказі, надано зображення знаків розрізнення, де вперше фігурують нововведені звання. Знаками розрізнення контр-адмірала Військово-Морських Сил Збройних Сил України, стають дві чотирипроменеві зірка на погоні, розміщені над знаком категорії військовослужбовця – схрещеними булавами. Нарукавний знак контр-адмірала залишається без змін і виглядає як і раніше: дві золотисті стрічки (одна широка вище якої стрічка середньої ширини), вище яких золота емблема у вигляді накладеного на якір Тризуба.
Слід зауважити, що відповідні знаки розрізнення на погонах у 2016-2020 роках використовувалися носіями звання віце-адмірал, які після введення нового звання «коммодор», стали носити по три зірки на погоні. 
Парадні погони вищого командного складу Військово-Морських сил, несуть на собі широкий повздовжній золотий галун. На якому закріплені знаки розрізнення в залежності від військового звання носія.
Знаки розрізнення контр-адмірала, на різних типах однострою, Україна (з 2020 року)
|               |                   |                |                 |
| Парадна форма | Повсякденна форма | Службова форма | Нарукавний знак |

Попередні знаки розрізнення контр-адміралів, Україна (1991-2020)
|                           |                           |                 |                           |                 |
| з 1991                    | 2016-2020                 | 2016-2020       | 2020                      | 2020            |
| Стандартний вигляд погону | Стандартний вигляд погону | Нарукавний знак | Стандартний вигляд погону | Нарукавний знак |

| Нижче за рангом: Капітан 1 рангу (1991-2020) | ВМС ЗСУ Контр-адмірал | Вище за рангом: Віце-адмірал |
| Нижче за рангом: Коммодор (з 2020)           | ВМС ЗСУ Контр-адмірал | Вище за рангом: Віце-адмірал |